# Castellolí
Castellolí – gmina w Hiszpanii, w prowincji Barcelona, w Katalonii, o powierzchni 25,3 km². W 2011 roku gmina liczyła 563 mieszkańców.